# Ascobolus rhytidosporus
Ascobolus rhytidosporus är en svampart som beskrevs av Brumm. 1979. Ascobolus rhytidosporus ingår i släktet Ascobolus och familjen Ascobolaceae.   Inga underarter finns listade i Catalogue of Life.